# 上木拉乡
上木拉乡，是中华人民共和国四川省甘孜藏族自治州理塘县下辖的一个乡镇级行政单位。

## 行政区划
上木拉乡下辖以下地区：
乌沙村、奔戈村、亚公村、日里村、增德村、卓公村、打阿村、格中村、亚夏村、红龙村和旺达村。